# Michael Wettengel
Michael Wettengel (* 15. September 1957 in Frankenthal, Pfalz) ist ein deutscher Historiker und Archivar. Er war bis 2025 Leitender Stadtarchivdirektor des Hauses der Stadtgeschichte – Stadtarchiv Ulm.

## Leben
Das Studium an der Universität Hamburg schloss Wettengel 1984 mit dem Ersten Staatsexamen in Geschichte, Anglistik und Erziehungswissenschaften ab. Gefördert von der Studienstiftung des Deutschen Volkes wurde er 1988 bei Dieter Langewiesche mit einer Dissertation über Die Revolution von 1848/49 im Rhein-Main-Raum promoviert. Von 1989 bis 1991 absolvierte er das Referendariat für den höheren Archivdienst am Bundesarchiv Koblenz und an der Archivschule Marburg. Von 1991 bis 2002 war er Referatsleiter im Bundesarchiv in Koblenz und beteiligt an der Neufassung der Richtlinie für das Bearbeiten und Verwalten von Schriftgut in Bundesministerien und an dem DOMEA-Konzept des Bundesministeriums des Innern. 1997–2004 war er Mitglied des „Committee on Current Records in an Electronic Environment“ des International Council on Archives (ICA) und 1998–2003 Obmann des Arbeitsausschusses NABD 15 des Deutschen Instituts für Normung (DIN) (Archiv- und Schriftgutverwaltung). Von 1993 bis 2006 war Wettengel nebenamtlich Lehrbeauftragter an der Archivschule Marburg. 2002 wechselte er als Leiter des Stadtarchivs nach Ulm. Seit 2007 war er Leitender Stadtarchivdirektor des Hauses der Stadtgeschichte – Stadtarchiv Ulm, seit 2024 auch des Museums „Die Einsteins“. Seit 2004 war er Lehrbeauftragter, seit 2008 Honorarprofessor an der Universität Tübingen. Seit 2025 ist er im Ruhestand.

## Auszeichnungen
1989 erhielt Wettengel den Wolf-Erich-Kellner-Preis und 1991 den Wilhelm-Liebknecht-Preis der Stadt Gießen.

## Mitgliedschaften
Wettengel ist u. a. Mitglied der Historischen Kommission für Nassau, der Kommission für geschichtliche Landeskunde in Baden-Württemberg und war bis 2025 Mitglied des Stiftungsrats der Stiftung Kulturgut Baden-Württemberg.

## Herausgebertätigkeit
Wettengel war Herausgeber der Forschungen zur Geschichte der Stadt Ulm und der Kleinen Reihe des Stadtarchivs Ulm. Gemeinsam mit Andreas Schmauder, seit 2019 mit Frank Brunecker, war er von 2002 bis 2025 Schriftleiter der Zeitschrift Ulm und Oberschwaben. Zeitschrift für Geschichte, Kunst und Kultur.

## Schriften (Auswahl)
Monographien und Editionen
- Die Revolution von 1848/49 im Rhein-Main-Raum. Politische Vereine und Revolutionsalltag im Großherzogtum Hessen, Herzogtum Nassau und in der Freien Stadt Frankfurt. Wiesbaden 1989 (= Veröffentlichungen der Historischen Kommission für Nassau, Bd. 49).
- (gemeinsam mit Michael Hollmann): Nassaus Beitrag für das heutige Hessen. Wiesbaden 1992 (= Hessen. Einheit aus der Vielfalt, Bd. 2), 2. aktualisierte Aufl. 1994.
- Die Wiesbadener Bürgerwehr 1848/49 und die Revolution im Herzogtum Nassau. Taunusstein 1998.
- (Bearb. in Zusammenarbeit mit Edgar Büttner): Der Parlamentarische Rat 1948–1949. Akten und Protokolle. Hrsg. vom Deutschen Bundestag und vom Bundesarchiv. Bd. 13: Ausschuß für Organisation des Bundes / Ausschuß für Verfassungsgerichtshof und Rechtspflege. 2 Teilbände. München 2002.
- (Bearb. in Zusammenarbeit mit Heinz Boberach): Rheinische Briefe und Akten zur Geschichte der politischen Bewegung 1830–1850. Gesammelt und hrsg. von Joseph Hansen. Bd. 4: Gesamtindex. Düsseldorf 2013 (= Publikationen der Gesellschaft für Rheinische Geschichtskunde, Bd. 36).
- Revolution von 1848/49 in Hessen. Die hessischen Staaten, Nassau, Waldeck und Freie Stadt Frankfurt. Wiesbaden 2022.
- Revolution und Petitionen in Ulm 1848/49. Hintergründe und Verlauf der Revolution von 1848/49 und die Ulmer Petitionen an die Deutsche Nationalversammlung. Ulm 2022 (= Forschungen zur Geschichte der Stadt Ulm. Reihe: Dokumentation, Bd. 18).

### Sammelbände (Herausgeber oder Mitherausgeber)
- (gemeinsam mit Gebhard Weig): StadtMenschen – 1150 Jahre Ulm. Die Stadt und ihre Menschen, Ulm 2004.
- Digitale Bilder und Filme im Archiv – Marketing und Vermarktung. Vorträge des 66. Südwestdeutschen Archivtags am 24. Juni 2006 in Karlsruhe-Durlach, Stuttgart 2007 (= Eine Publikation des Landesarchivs Baden-Württemberg).
- (gemeinsam mit Gudrun Litz und Janet Loos): Biografisches Lexikon für Ulm und Neu-Ulm. Bearbeitet von Frank Raberg, Ulm 2010.
- Schätze der Stadtgeschichte. Das Archiv der Stadt Ulm. Ulm 2015.